# Ойген Дібольд
Ойген Дібольд (нім. Eugen Diebold, 1907 — 15 січня 1975, Цюрих) — швейцарський футболіст, що грав на позиції правого нападника і півзахисника. Виступав за клуб «Янг Фелловз», а також національну збірну Швейцарії. Володар Кубка Швейцарії.

## Клубна кар'єра
Виступав у складі клубу «Янг Фелловз Цюрих», щонайменше, починаючи з сезону 1927/28. Переважно грав на позиції правого крайнього нападника, хоча під кінець кар'єри частіше використовувався в півзахисті. Був у клубі в найкращому в його історії сезоні 1935-36. «Янг Фелловз» став другим у чемпіонаті, а також виграв Кубок Швейцарії. У півфіналі клуб з Цюриха переміг «Янг Бойз» з рахунком 4:1 (Дібольд забив один з голів), а у фіналі обіграв «Серветт» — 2:0.
Влітку 1936 року брав участь в Кубку Мітропи. Швейцарські клуби вперше отримали запрошення виступити в турнірі, розпочинали свій шлях в кваліфікаційному раунді і всі четверо представників не змогли пройти далі. «Янг Фелловз» зустрічався з угорським клубом «Фебуш» і без шансів двічі програв 0:3 і 2:6.
В сезоні 1936-37 став бронзовим призером чемпіонату Швейцарії. Влітку 1937 року «Янг Фелловз» знову брав участь у Кубку Мітропи. Команда одразу ж вилетіла в 1/8 фіналу, але змогла нав'язати боротьбу більш статусній «Вієнні» з Австрії. У віденському матчі «Янг Фелловз» вів у рахунку, але все-таки програв 1:2. В матчі-відповіді швейцарці здобули перемогу 1:0 завдяки голу Лайоша Палі. Переможця дуелі мав визначити додатковий матч. Австрійці не наполягали на нейтральному полі і погодились провести цей поєдинок у Цюриху через два дні після попереднього. Більш досвідченні гості з Відня перемогли з рахунком 2:0 і пройшли далі.

## Кар'єра і збірній
В березні 1936 року дебютував у складі національної збірної Швейцарії в товариському матчі у Дубліні проти Ірландії (1:0). Також навесні брав участь у ще двох товариських поєдинках проти Італії (1:2) і Іспанії (0:2). У жовтні того ж року грав у матчі Кубка Центральної Європи проти Італії, в якому забив на 76-й хвилині гол, що встановив остаточний результат — 2:4 на користь суперника.

## Статистика виступів

### Статистика виступів у Кубку Мітропи
| №                      | Розіграш               | Стадія                 | Дата та місце проведення | Команда 1              | Рахунок | Команда 2    | Голи |
| ---------------------- | ---------------------- | ---------------------- | ------------------------ | ---------------------- | ------- | ------------ | ---- |
| 1                      | 1936                   | кв. раунд              | 07.06.1936 Цюрих         | Янг Фелловз            | 0:3     | Фебуш        |      |
| 2                      | 1936                   | кв. раунд              | 14.06.1936 Будапешт      | Фебуш                  | 6:2     | Янг Фелловз  |      |
| 3                      | 1937                   | 1/8                    | 13.06.1937 Відень        | Ферст Вієнна           | 2:1     | Янг Фелловз  |      |
| 4                      | 1937                   | 1/8                    | 27.06.1937 Цюрих         | Янг Фелловз            | 1:0     | Ферст Вієнна |      |
| 5                      | 1937                   | 1/8 дод.               | 29.06.1937 Цюрих         | Янг Фелловз            | 0:2     | Ферст Вієнна |      |
| Всього в Кубку Мітропи | Всього в Кубку Мітропи | Всього в Кубку Мітропи | Всього в Кубку Мітропи   | Всього в Кубку Мітропи | 5       |              | 0    |

### Статистика виступів в чемпіонаті
Виступи у вищому дивізіоні чемпіонату Швейцарії, починаючи з сезону 1933/34.
| Сезон   | Клуб        | Ліга                | Матчі | Голи |
| ------- | ----------- | ------------------- | ----- | ---- |
| 1933/34 | Янг Фелловз | Чемпіонат Швейцарії | 28    | 8    |
| 1934/35 | Янг Фелловз | Чемпіонат Швейцарії | 26    | 5    |
| 1935/36 | Янг Фелловз | Чемпіонат Швейцарії | 26    | 8    |
| 1936/37 | Янг Фелловз | Чемпіонат Швейцарії | 22    | 5    |
| 1937/38 | Янг Фелловз | Чемпіонат Швейцарії | 14    | 4    |
| 1938/39 | Янг Фелловз | Чемпіонат Швейцарії | 20    | 1    |
| 1939/40 | Янг Фелловз | Чемпіонат Швейцарії | 1     | 0    |
| РАЗОМ   |             |                     | 137   | 31   |

## Титули і досягнення
- Срібний призер чемпіонату Швейцарії (1):

«Янг Фелловз»: 1935–1936
- Бронзовий призер чемпіонату Швейцарії (1):

«Янг Фелловз»: 1936–1937
- Володар Кубка Швейцарії (1):

«Янг Фелловз»: 1935–1936